# Олстон, Чарльз
Чарльз О́лстон (англ. Charles Alston); 1685 — 1760) — шотландский врач и ботаник.

## Биография
Родился в деревне Эддлвуд в приходе Гамильтон в Шотландии 26 октября 1685 года. Третий сын врача Томаса Олстона. В 1700 году поступил в Университет Глазго, однако не окончил его, будучи вынужденным содержать семью после смерти отца в 1703 году.
При участии герцогини Гамильтон получал образование в Эдинбурге у присяжного стряпчего Джеймса Андерсона, затем работал в её имении в Гамильтоне. В 1715 году благодаря влиянию герцогини получил назначение на должность Королевского ботаника и главного профессора ботаники, начал читать лекции в ботаническом саду Холирудского дворца.
В 1718—1719 годах учился в Лейденском университете у Германа Бургаве. В декабре 1719 года получил степень доктора медицины в Университете Глазго.
Олстон занимался изучением полезных свойств известковой воды. В ботанике он придерживался системы Турнефора, в 1753 году выпустил публикацию, в которой пытался опровергнуть факт существования полов у растений, показанный Карлом Линнеем. Олстон продемонстрировал, что тычинки не всегда являются обязательными для образования завязи у растений, и таким образом, вероятно, впервые наблюдал явление апомиксиса.
Скончался в Эдинбурге 22 ноября 1760 года.

## Некоторые работы
- A dissertation on quick-lime and lime-water. — 1752.
- Tirocinium botanicum Edinburgense. — 1753.
- A second dissertation on quick-lime and lime-water. — 1755.
- A third dissertation on quick-lime and lime-water. — 1757.
- Lectures on the Materia Medica. — 1770.

## Роды растений, названные в честь Ч. Олстона
- Alstonia Mutis ex L.f., 1782, nom. illeg. = Symplocos Jacq., 1760
- Alstonia R.Br., 1810, nom. cons.
- Alstonia Scop., 1777, nom. rej. ≡ Pacouria Aubl., 1775